# Rafael Edholm

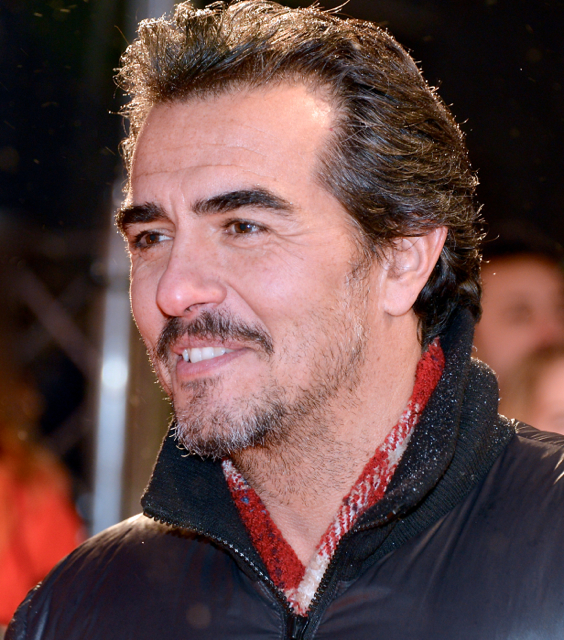
Rafael Edholm 2012

John Rafael Edholm (* 8. Mai 1966 in Hägersten) ist ein schwedischer Schauspieler, Regisseur und Drehbuchautor.

## Biographie
Edholm hat unter anderen am Aliasteatern in Stockholm als Theaterregisseur gearbeitet. Verheiratet war er zwischenzeitlich mit der schwedischen Schauspielerin Görel Crona und hat aus dieser Ehe einen Sohn. Edholm ist seit 2007 mit Daga Lamy verheiratet.

## Filmographie (Auswahl)
- 1985: Korset (TV)
- 1997: Svenska hjältar
- 1999: Der einzig Richtige (Den eneste ene)
- 1999: Anne Holt – Polis (TV-Serie, Gastauftritt)
- 2000: Reißende Wasser (Järngänget)
- 2000: Vingar av glas
- 2000: Reuter & Skoog (TV-Serie, Gastauftritt)
- 2001: Agnes (TV-Serie, Gastauftritt)
- 2001: Executive Protection – Die Bombe tickt (Livvakterna)
- 2002: Kommissar Beck – Kartellen (TV-Serienfolge)
- 2004: Shrek 2 (als Sprecher der schwedischen Fassung)
- 2005: Komplett galen
- 2006: Göta kanal 2 – kanalkampen
- 2006: Baba’s Cars (Babas bilar)
- 2010: Mankells Wallander: Inkasso (Indrivaren)

### Regie
- 2005: Komplett galen
- 2006: Baba’s Cars (Babas bilar) (deutsche Übersetzung von Ingo Sundmacher)

### Drehbuch
- 2006: Baba’s Cars (Babas bilar) (deutsche Übersetzung von Ingo Sundmacher)